# پاول کلمپرر
پاول دیوید کلمپرر FBA‏ (Paul David Klemperer) (زاده ۱۵ اوت ۱۹۵۶)، اقتصاددان، استاد اقتصاد اِجورث در گروه اقتصاد دانشگاه آکسفورد است. او عضو خانواده کلمپرر می‌باشد و در حوزه اقتصاد صنعتی، سیاست رقابت، نظریه مزایده و اقتصاد و سیاست تغییرات اقلیمی فعالیت می‌کند.
کلمپرر دوران اولیه زندگی خود را در میدلندز گذراند و در همانجا در مدرسه مستقل پادشاه ادواردِ بیرمنگام تحصیل کرد. سپس وی مدرک مهندسی خود را از دانشگاه کمبریج و مدرک MBA و دکترای اقتصاد را از دانشگاه استنفورد دریافت کرد. وی در سال ۱۹۸۴ همکار جان تامسون و مربی کالج سنت کاترین آکسفورد شد و در سال ۱۹۹۵ به عنوان معاون استاد/استادیار کالج نوفیلد آکسفورد انتخاب شد. در این زمان کلمپرر در سمت استاد اقتصاد اجورث و پس از جیمز میرلس، برنده جایزه نوبل، خدمت کرد.
از سال ۲۰۰۱ الی ۲۰۰۵ کلمپرر عضو کمیسیون رقابت بریتانیا بود و در سال ۱۹۹۴ عضو انجمن اقتصادسنجی شد. وی در سال ۱۹۹۹ به عضویت آکادمی بریتانیا درآمد و در سال ۲۰۰۵ عضو افتخاری آکادمی هنر و علوم آمریکا شد. کلمپرر همچنین عضو انجمن اقتصادی اروپا است.

## مشارکت‌های اکادمیک
در سال ۱۹۸۵ کلمپرر (با جرمی بولو و جان گیناکپلوس) مفهوم و اصطلاح «مکمل‌های استراتژیک» را معرفی کرد که اکنون به‌طور رایج در نظریه بازی‌ها، سازماندهی صنعتی و حوزه‌های دیگر به کار می‌رود.
کلمپرر در پایان‌نامه دکترای خود و در همکاری مستقل با کارل کریستین فون ویزساکر، مطالعه مصارف تغییرِ رویکرد مصرف‌کننده را آغاز کرد.
مقاله کلمپرر در مورد تعادل تابع عرضه (با مارگارت مایر) یک مدل استاندارد برای تجزیه و تحلیل بازارهای برق خصوصی ایجاد کرد که در توسعه نظریه مزایده‌های چندواحدی حائز اهمیت بوده است.
مقالات وی (که عمدتاً با همکاری جرمی بولو نوشته شده‌اند) ایده‌های نظریه مزایده را به حوزه‌های اقتصادی دیگر، از جمله امور مالی و اقتصاد سیاسی، تعمیم می‌دهند.
کلمپرر همچنین طرح‌های مزایده‌ای جدیدی را ابداع کرده‌است؛ از جمله «مزایده ترکیب محصولات» که اکنون به‌طور منظم توسط بانک انگلستان استفاده می‌شود، (در حال حاضر به‌طور ماهوار به کار می‌رود). این مزایده جدید برای محصولات متمایز، شباهت‌هایی به مزایده چندنوبتی همزمان دارد اما به‌طور دفعتاً اجرا می‌شود. گفته می‌شود که این طرح در برابر تبانی قوی‌تر عمل می‌کند و به فروشندگان و همچنین خریداران اجازه می‌دهد تا تعیین کنند که مقادیر مورد معامله‌شان، چگونه به قیمت‌های مزایده بستگی دارد. از دیگر نوآوری‌های او می‌توان به مزایده انگلیسی-هلندی و قیمت‌گذاری مرجع برای مزایده بسته‌ها (با آیتک اردیل) اشاره کرد.
کلمپرر همچنین (با الیزابت بالدوین) بر استفاده از هندسه گرم‌سیری در اقتصاد و مزایده‌ها، از جمله مزایده ترکیب محصولات، کار کرده‌است.

## سیاست عمومی
کلمپرر نظریه‌پرداز اصلی مزایده مجوز تلفن همراه «3G» بریتانیا بود. این مزایده در بهار سال ۲۰۰۰ مبلغ ۲۲٫۵ میلیارد پوند جمع‌آوری کرد و بسیار موفق‌تر از چندین طرح موازیِ اجرا شده در اروپا بود. حراج هلند که ۳ ماه بعد برگزار شد، ۴/۱ از درآمد سرانه جمعیت را افزایش داد و این تفاوت به طراحی مزایده نسبت داده شده‌است. گفته می‌شود که خزانه‌داری بریتانیا ۱۵ میلیارد پوند یا بیشتر به کلمپرر و کن بینمور، مدیر تیم مزایده، بدهکار است.
وی در سال ۲۰۰۲ و با همکاری اریک ماسکین، برنده پاداش نوبل، در مورد اولین مزایده در جهان برای کاهش انتشار گازهای گلخانه‌ای به دولت بریتانیا مشورت داد.
در سال‌های ۲۰۰۷ الی ۲۰۰۸، او به دولت‌های بریتانیا و ایالات متحده در مورد بحران مالی مشورت داد و شکل جدیدی از مزایده (مزایده ترکیب محصولات) را برای کمک به بانک انگلستان در کاهش بحران نقدینگی طراحی کرد. رئیس بانک، سر مروین کینگ، به اکونومیست گفت: «استفاده بانک انگلستان از مزایده‌های کلمپرر در عملیات بیمه نقدینگی، کاربرد شگفت‌انگیز اقتصاد نظری برای حل یک مشکل عملی را نشان می‌دهد که برای بازارهای مالی اهمیت حیاتی دارد». بعدتر کلمپرر به بانک‌های مرکزی سایر کشورها نیز مشورت داد.
در سال‌های ۱۹۹۹ الی ۲۰۰۱ کلمپرر به کمیسیون تجارت فدرال ایالات متحده مشورت می‌داد، از سال ۲۰۰۱ الی ۲۰۰۵ عضو کمیسیون رقابت بریتانیا بود و همچنین در هیئت مشاوران اقتصادی این کمیسیون فعالیت می‌کند.
کلمپرر در بالی در جلسه تهیه مقدمه یادداشت پوتسدام برای کنفرانس تغییرات اقلیمی سازمان ملل در سال ۲۰۰۷ شرکت کرد. وی عضو هیئت علمی اقتصاد محیطی در بخش محیط زیست بریتانیا (دفرا) است.

## زندگی شخصی
کلمپرر با اقتصاددان، مارگارت آ. مایر ازدواج کرد و با او تعدادی مقاله تحقیقاتی مشترک نوشته‌است.

## ارجاعات
1. ↑  KLEMPERER, Prof. Paul David’, Who's Who 2014, A & C Black, 2014; online edn, Oxford University Press, 2014
2. ↑   بایگانی‌شده  در ۱ آوریل ۲۰۲۲ توسط Wayback Machine, Old Edwardians Website: Academics Retrieved 27 November 2021
3. ↑  "Fellows | EEA". www.eeassoc.org. Retrieved 2021-03-23.
4. ↑  Multimarket Oligopoly, JPE
5. ↑  Switching Costs, QJE
6. ↑  Supply Functions, Econometrica
7. ↑  Rational Frenzies and Crashes, JPE
8. ↑  War of Attrition, AER
9. ↑  Auctions versus negotiations, AER
10. ↑  Klemperer, Paul (2010). "The Product-Mix Auction: A New Auction Design for Differentiated Goods". Journal of the European Economic Association. 8 (2–3): 526–536. doi:10.1111/j.1542-4774.2010.tb00523.x.
11. ↑  Klemperer, Paul (1998). "Auctions with almost common values: The 'Wallet Game' and its applications" (PDF). European Economic Review. 42 (3–5): 757–769. doi:10.1016/S0014-2921(97)00123-2.
12. ↑  Erdil, Aytek (2010). "A New Payment Rule for Core-Selecting Package Auctions". Journal of the European Economic Association. 8 (2–3): 537–547. CiteSeerX 10.1.1.151.313. doi:10.1111/j.1542-4774.2010.tb00524.x. S2CID 1469564.
13. ↑  Madden, Saglam and Morey "Auction Design and the Success of National 3G Spectrum Auctions" بایگانی‌شده  در ۸ ژوئیه ۲۰۱۱ توسط Wayback Machine
14. ↑  Auction Magic, Regulation2point0
15. ↑  A golden age of micro. The Economist, October 19th 2012
16. ↑  What is the top priority on climate change?, VoxEU
17. ↑  "Dr. Margaret Meyer, Economist, Weds". The New York Times. 10 July 1989.